# Palaeospheniscus
El género Palaeospheniscus fue acuñado por François Moreno y Alcide Mercerat en 1891 para designar una serie de especímenes fósiles procedentes de la Patagonia argentina. La especie tipo del género corresponde a Palaeospheniscus patagonicus, cuyo holotipo consiste en un tarsometatarso aislado (MLP 20-34) que se encuentra depositado en el Museo de La Plata, Argentina y proceden de la Formación Gaiman (Mioceno temprano). Muchos de los fósiles de pingüinos hallados en Patagonia han sido asociados a este género, al punto que en 1946 George Gaylord Simpson mencionaba nueve especies (la mayoría de las cuales Simpson consideraba sinónimos de la especie tipo). El mismo autor, en una revisión posterior realizada en 1975, solo consideraba válidas cuatro especies. En la actualidad solo se incluyen tres especies en el género: Palaeospheniscus patagonicus, Palaeospheniscus bergi y Palaeospheniscus biloculata. Igualmente, los géneros patagónicos Paraspheniscus, Trelewdyptes, Chubutodyptes y Perispheniscus han sido actualmente incluidos en alguna de estas tres especies.
Los análisis filogenéticos recientes sugieren que Palaeospheniscus se encuentra más próximo a los pingüinos vivientes que a los pingüinos gigantes del Paleógeno o a Paraptenodytes.
La diagnosis enmendada del género (sensus Acosta-Hospitaleche 2004) incluye las siguientes características: Para el tarsometatarso; índice de elongación entre 2.03 y 2.35, fossa supratrochlearis plantaris considerablemente expandida, foramen vasculare proximale mediale presente solo en la facies caudalis, a diferencia de Eretiscus donde está ausente en ambas facies, foramen vasculare proximale laterale abierto lateralmente a las fuertes crestas del hipotarso y longitud total variable entre los 28 y 40 mm. Para el húmero; angulus preaxialis conspicuo, sulcus ligamentosus transversus separado en dos partes, facies musculi pectoralis relativamente pequeña y facies musculi supracoracoideus profunda y oblicua.